# Rehmsdorf

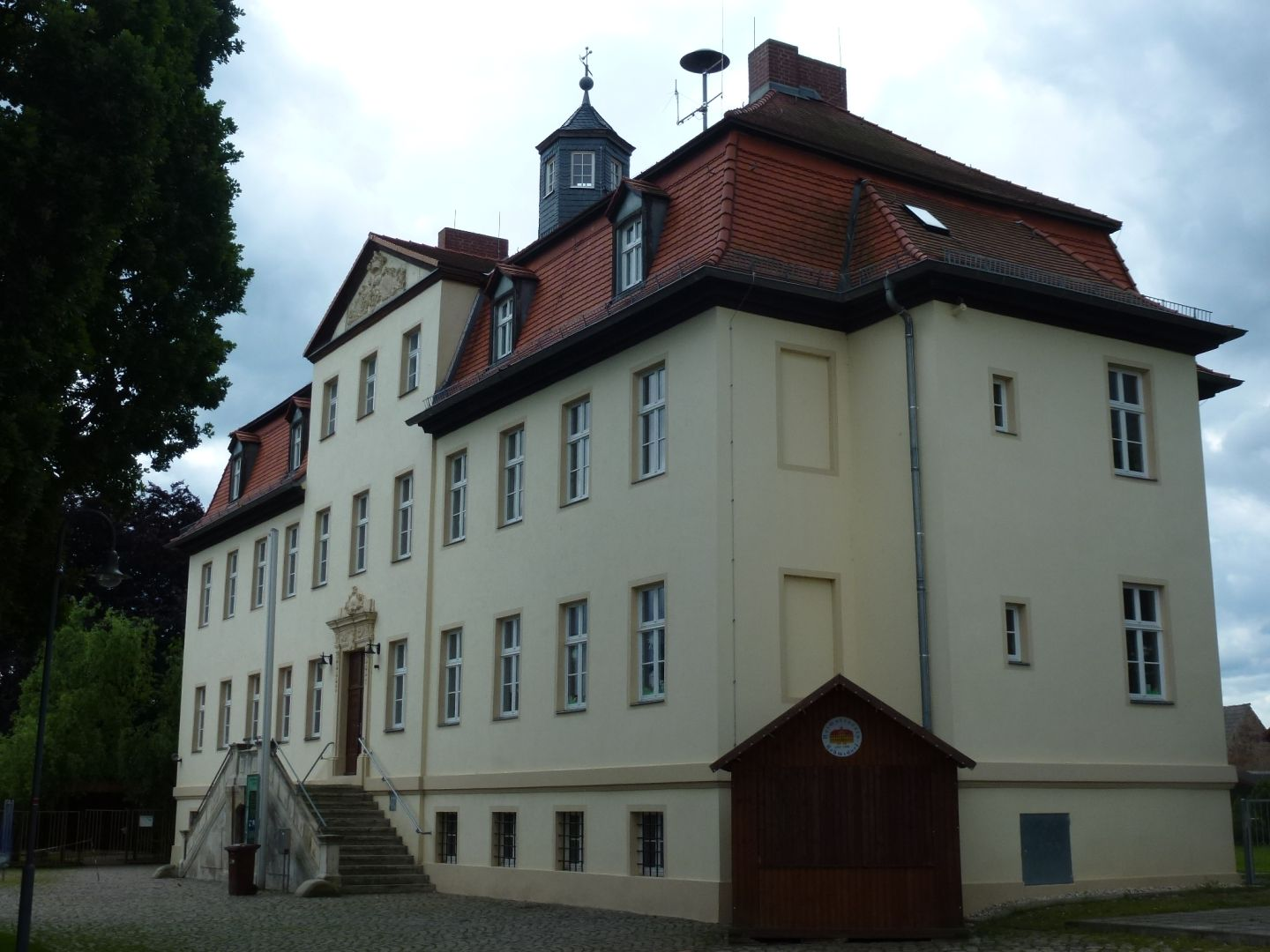
Herrenhaus des Rittergutes

Rehmsdorf ist eine Ortschaft der Gemeinde Elsteraue im Burgenlandkreis in Sachsen-Anhalt.

## Geografie
Rehmsdorf liegt am südwestlichen Rand der Leipziger Tieflandsbucht.
Zur Ortschaft Rehmsdorf gehören die Ortsteile Krimmitzschen und Sprossen sowie der Wohnplatz Rumsdorf. Die Orte Oberhaide und Wuitz wurden infolge des Braunkohleabbaus der Tagebaue Zipsendorf-West und -Süd 1938–1940 bzw. 1954–1956 devastiert. Ihre Fluren gehören ebenfalls zu Rehmsdorf.

## Geschichte

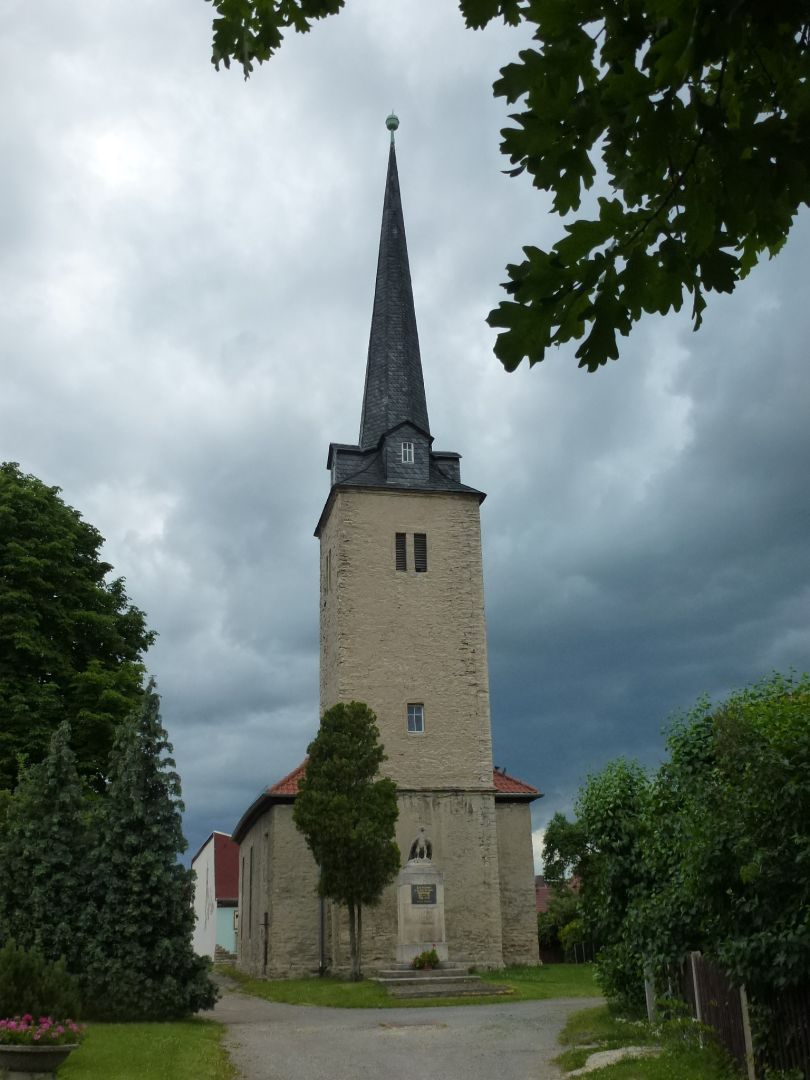
Rehmsdorfer Kirche

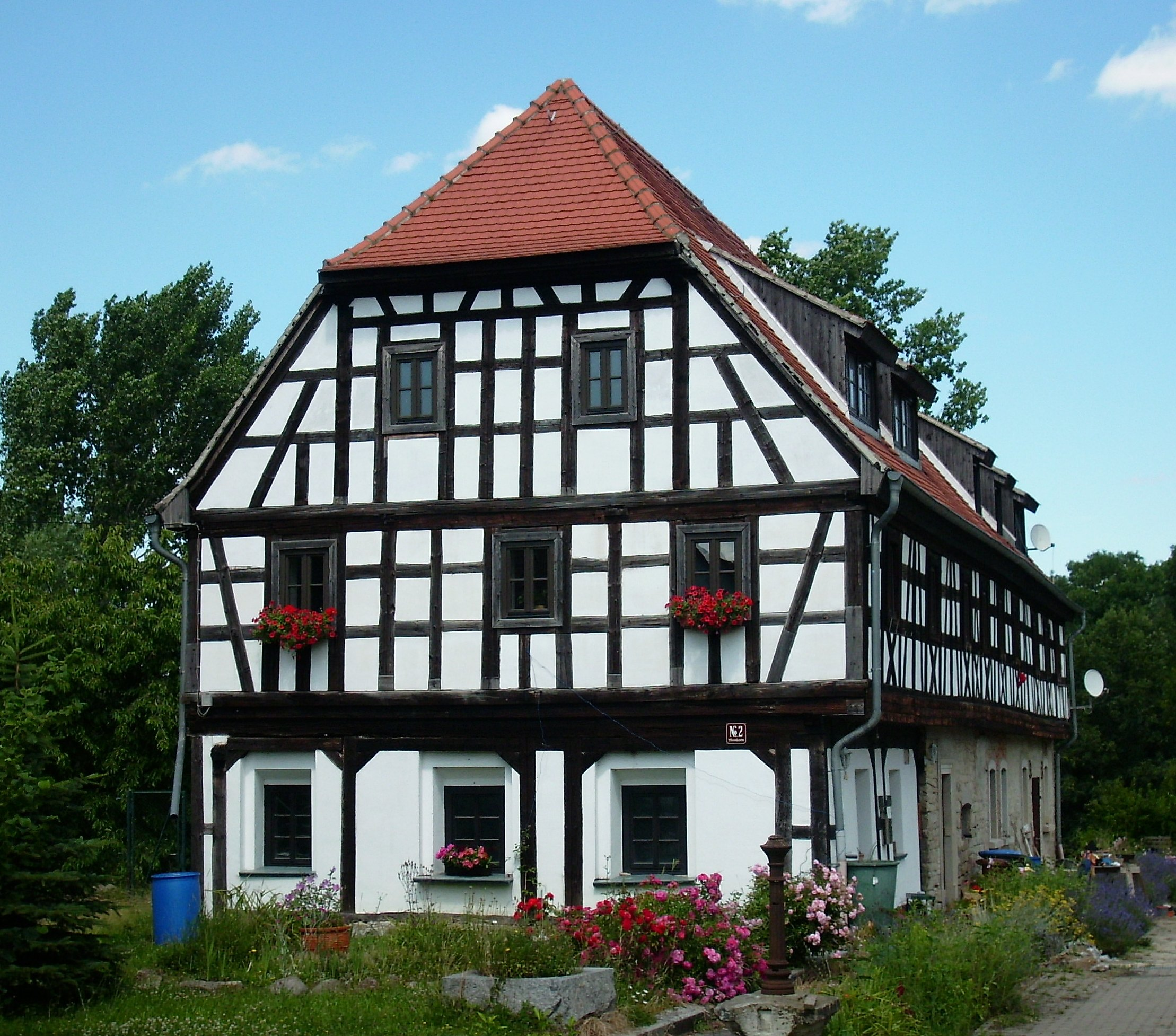
Fachwerk in Krimmitzschen

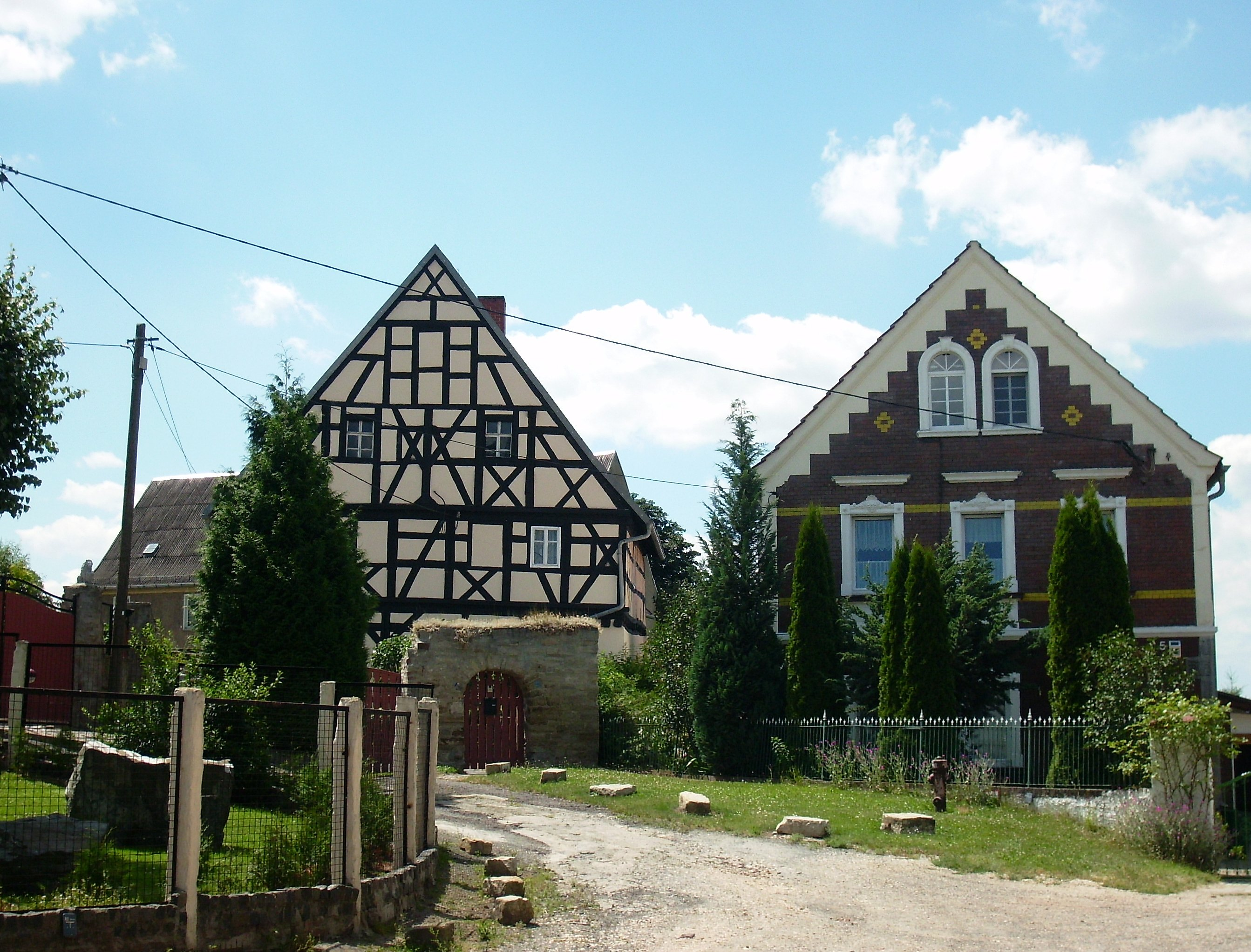
Fachwerk in Sprossen

Die Ortsgründung von Rehmsdorf ging höchstwahrscheinlich von ansässigen Slawen aus. Als Rodewanesdorph wird Rehmsdorf erstmals 1121 urkundlich erwähnt. Den Ausschlag dafür gab das Kloster Posa bei Zeitz, weil die dort ansässigen Mönche des Schreibens mächtig waren. Die Siedlung Rodewanesdorph hatte an dieses Kloster Abgaben zu leisten. Die Saalkirche von Rehmsdorf wurde 1704 errichtet. Das Rittergut mit dem 1750 durch August Friedrich von Ende errichteten Herrenhaus bestimmte über Jahrhunderte das Leben des Ortes.
Das Gebiet der heutigen Ortschaft Rehmsdorf, d. h. die Orte Rehmsdorf, Oberhaide, Rumsdorf, Krimmitzschen, Sprossen und Wuitz lag bis 1815 im Amt Zeitz, das als Teil des Hochstifts Naumburg-Zeitz seit 1561 unter kursächsischer Hoheit stand und zwischen 1656/57 und 1718 zum Sekundogenitur-Fürstentum Sachsen-Zeitz gehörte. Durch die Beschlüsse des Wiener Kongresses kamen die sechs Orte im Jahr 1815 zu Preußen und wurden 1816 dem Kreis Zeitz im
Regierungsbezirk Merseburg der Provinz Sachsen zugeteilt.
Als 1820 in geringer Tiefe Braunkohle entdeckt wurde, wandelte sich das Dorf zu einem wichtigen Industriestandort. Es entstanden ein Tagebau, eine Brikettfabrik und eine chemische Fabrik. Zur Erschließung neuer Absatzmärkte für die Kohle wurde 1872 die Bahnstrecke Zeitz–Altenburg eröffnet, an der Rehmsdorf und Wuitz je einen Bahnhof erhielten. 1901 eröffnete die Bahnstrecke von Wuitz-Mumsdorf nach Gera-Pforten. Nach Schließung der Grube "Neuglück" im Jahr 1932 entstand aus dem ehemaligen Tagebau ein Naturbad. Die östlich von Rehmsdorf gelegenen Orte Oberhaide und Wuitz bildeten den westlichsten Ausläufer des Meuselwitz-Altenburger Braunkohlereviers. In dem Bereich waren ebenfalls mehrere kleinere Tagebaue in Betrieb.
1928 schlossen sich die bis dahin eigenständigen Gemeinden Rehmsdorf und Rumsdorf zur Gemeinde Rehmsdorf zusammen. Einige Fachwerkbauten zieren noch heute die beiden Dorfkerne, die vor etwa 250 Jahren entstanden. 1932 entstand in Rehmsdorf eine der modernsten Schulen der damaligen Zeit, in der sich heute die Grundschule und Bildungsträger für Umschüler befinden. Zwischen 1938 und 1940 mussten die 30 Einwohner des Rehmsdorfer Ortsteils Oberhaide aufgrund des Tagebaus Zipsendorf-West ihre Häuser verlassen. Die meisten von ihnen zogen nach Wuitz um, welches zwischen 1954 und 1956 jedoch das gleiche Schicksal durch den Tagebau Zipsendorf-Süd traf.
Nachdem Krimmitzschen vor 1950 ein Ortsteil von Rehmsdorf wurde, folgten am 1. Juli 1950 Sprossen und am 1. Juli 1961 die 1956 devastierte Flur des Orts Wuitz, von dem nur der Bahnhof Wuitz-Mumsdorf und die Brikettfabrik die Überbaggerung überlebten. Seit 2002 verkehren keine Züge mehr auf der Bahnstrecke Zeitz-Altenburg, womit der Bahnhof von Rehmsdorf seine Bedeutung verlor.
Am 1. Juli 2003 bildete Rehmsdorf mit neun weiteren Gemeinden die neue Gemeinde Elsteraue.

### Das KZ-Außenlager Wille 1944–1945
Seit dem Juni 1944 bis zum 11. April 1945 befand sich in der Nähe des Rehmsdorfer Bahnhofs das Außenlager Wille des KZ Buchenwald. Die Häftlinge, vor allem Juden, wurden bei dem Wiederaufbau des zerstörten Hydrierwerks Zeitz der BRABAG (Braunkohle-Benzin AG) eingesetzt. Unter den Zwangsarbeitern befand sich der spätere Literatur-Nobelpreisträger Imre Kertész. Nach Ende des Zweiten Weltkrieges wurden die Baracken des Lagers als Auffanglager für Vertriebene genutzt. Heute zeugen ein Gedenkstein gegenüber dem Bahnhofsgebäude und das Ausstellungs- und Dokumentationszentrum im Bürgerhaus Rehmsdorf am Brunnenplatz von diesem Lager.

## Politik

### Bürgermeister
Ortsbürgermeister ist Thomas Heilmann.

### Wappen
| | Blasonierung: „In Blau ein goldenes rotbedachtes Schloss mit Freitreppe vor einem Mittelgiebel, schwarzer Tür und schwarzen Fenstern, einem kleinen Türmchen mit schwarzem Fenster und schwarzer Wetterfahne. Über dem Haus rechts und links je ein goldenes Eichenblatt mit je zwei goldenen Eicheln. Unter dem Haus in einem silbernen Halbrundschild ein gestürztes rotes Schwert mit rundem Knopf, Griff und runden Ecken der Papierstange, schräg gekreuzt mit einem roten Schlüssel, der Bart von unten abwärts gekehrt, das Schließblatt viereckig.“ |
| Wappenbegründung: Die Farben sind Gelb (Gold) - Blau. Das Wappen basiert auf einem bisher verwendeten Bildsiegel des Dorfes. Der Ort wird 1121 erstmals in einer Urkunde des Klosters Posa als „Rodewanesdorph“ erwähnt. An dieses Kloster, das durch das Bistum Naumburg-Zeitz gegründet wurde, musste das Dorf Abgaben leisten. Das kleine Wappen im Schildfuß stellt das Wappen des Bistums dar und spielt somit auf den großen über Jahrhunderte währenden Einfluss des Klosters bzw. Bistums an. Das Gebäude im Wappen stellt das 1750 errichtete Gutshaus des Dorfes - das sogenannte Herrenhaus - dar. Die Eichenblätter sollen die Alleen und die naturnahe Umgebung des Ortes wiedergeben. Das Wappen wurde von der Heraldikerin Erika Fiedler aus Magdeburg gestaltet und am 31. Januar 1994 durch das Regierungspräsidium Halle genehmigt. | |

## Verkehr

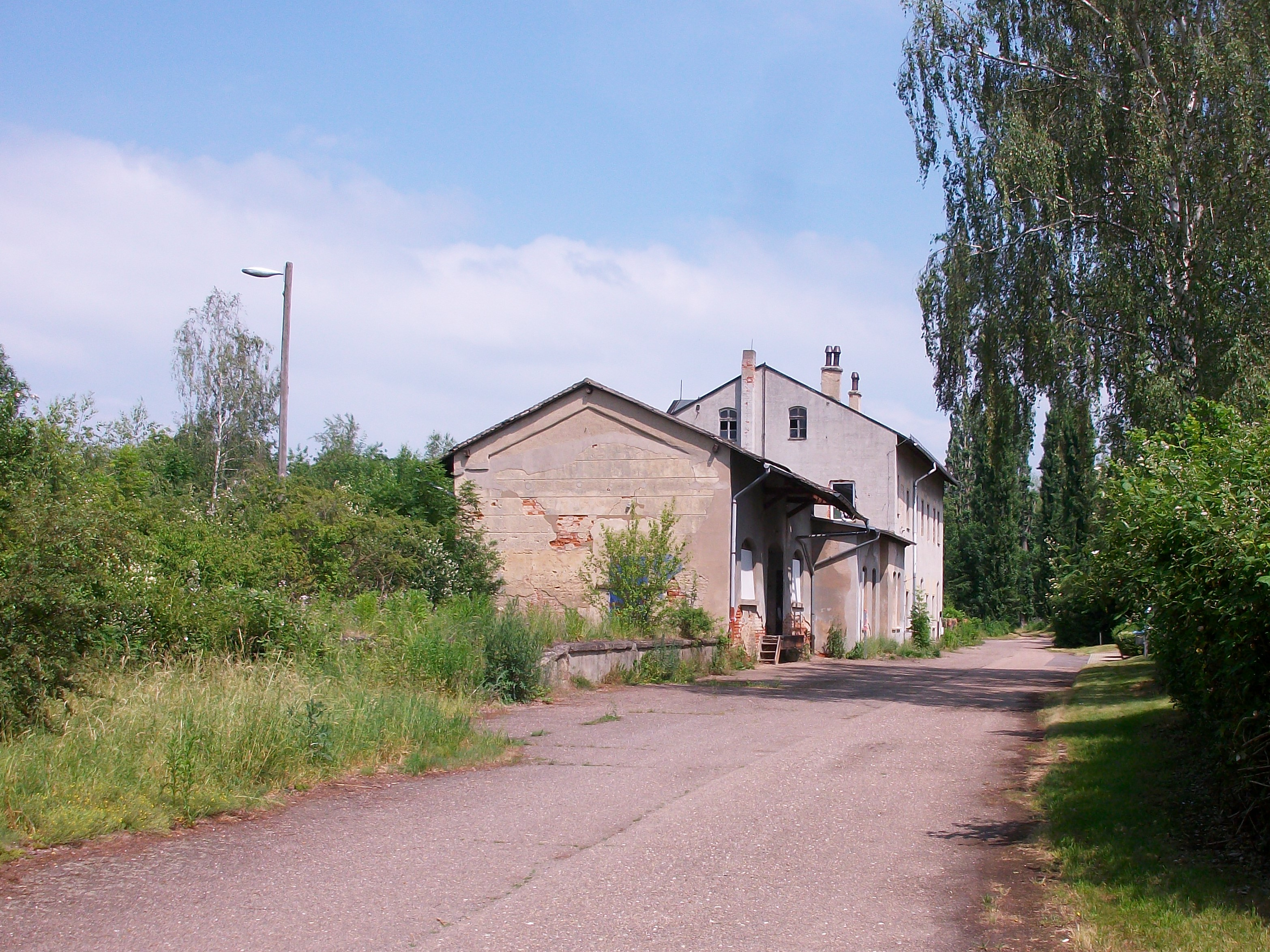
Bahnhof Rehmsdorf, Empfangsgebäude (2019)

Der Bahnhof Rehmsdorf lag an der Bahnstrecke Zeitz–Altenburg. Personenverkehr findet seit 2002 nicht mehr statt. Nördlich der Bundesstraße 180 befindet sich der Flugplatz Sprossen.